# Německá demokratická republika
Německá demokratická republika (NDR, v německy mluvících zemích i jinde běžně DDR, zkratka pro Deutsche Demokratische Republik, angl. zkratkou GDR), též (nepřesně) zvaná „Východní Německo“, byl středoevropský stát, který existoval mezi lety 1949 až 1990 v období během studené války, kdy byla východní část Německa součástí východního bloku. Obyčejně byl na západě popisovaný jako komunistický stát, ale sám sebe nazýval jako socialistický “dělnický a rolnický stát”. Skládal se z území, které bylo po druhé světové válce obsazeno a spravováno sovětskými silami, tedy sovětské okupační zóny Německa a fakticky i východního sektoru Berlína dle postupimské dohody, na východě ohraničen linií Odra-Nisa. Sovětská zóna obklopovala Západní Berlín, ale nezahrnovala jej; v důsledku toho zůstal Západní Berlín mimo jurisdikci NDR a tvořil v něm nezávislou enklávu.
Německá demokratická republika byla založena v sovětské zóně, zatímco Spolková republika („Západní Německo“) byla složena ze tří západních zón (pův. tzv. Trizónie). Východní Německo bylo satelitním státem Sovětského svazu. Sovětské okupační úřady začaly převádět správní odpovědnost na německé komunistické vůdce v roce 1948 a NDR začala fungovat jako stát 7. října 1949. Sovětské síly však v zemi zůstaly po celou dobu studené války. Až do roku 1989 byla NDR řízena Socialistickou jednotnou stranou (SED), i když další strany byly formální součástí její alianční organizace, Národní fronty. SED zavedla na školách povinnou výuku marxismu-leninismu a ruštiny.
Ekonomika byla centrálně plánována a stále více ve vlastnictví státu. Ceny bydlení, základního zboží a služeb byly stanoveny spíše plánovači ústřední vlády, než aby rostly a klesaly prostřednictvím nabídky a poptávky; a byly silně dotovány. Přes tento fakt a přesto, že NDR musela Sovětskému svazu platit značné válečné reparace, stala se díky své silné průmyslové tradici (šlo o vyspělá území někdejšího Pruska a Saska) nejúspěšnější ekonomikou ve východním bloku. 
Významným problémem byla emigrace na Západ – protože mnoho emigrantů byli vzdělaní mladí lidé, stát byl dále ekonomicky oslabován. Vláda opevnila západní hranice a v roce 1961 postavila Berlínskou zeď. Mnoho lidí, kteří se pokusili uprchnout, bylo zabito pohraniční stráží nebo nástražnými pastmi jako nášlapné miny. Mnoho dalších strávilo velké množství času uvězněním za pokus o útěk.
V roce 1989 vedly četné sociální, ekonomické a politické síly v NDR a v zahraničí k pádu berlínské zdi a k vytvoření vlády odhodlané k liberalizaci. Následující rok se konaly svobodné volby a mezinárodní jednání vedla k podpisu smlouvy o konečném urovnání o postavení a hranicích Německa. NDR byla rozpuštěna a Německo bylo 3. října 1990 znovusjednoceno a opět se stalo plně suverénním státem. Několik vůdců NDR, včetně posledního vůdce Egona Krenze, bylo po sloučení stíháno za zločiny spáchané během studené války.
Geograficky Německá demokratická republika hraničila na východě s Polskem, na jihovýchodě s Československem a na západě a jihozápadě se Spolkovou republikou Německo. Ze severu ji omývalo Baltské moře. Interně NDR také hraničila se sovětským sektorem obsazeného Berlína, který byl známý jako východní Berlín a byl de facto jejím hlavním městem. Rovněž hraničila se třemi sektory okupovanými Spojenými státy, Spojeným královstvím a Francií známými jako Západní Berlín. Tři sektory okupované západními národy byly od NDR odděleny berlínskou zdí od jejího dokončení v roce 1961 až do jejího pádu v roce 1989.

## Historie

### Původ

Mapa věnovaná posunu hranic (a také znázorněním států získávajících nové území), mocnostem ovládající okupační zóny, jejich rozloze, a rozdělení samotného Berlína. Sársko mělo zvláštní autonomní status, těšilo se vyššímu stupni nezávislosti než zbytek francouzské okupační zóny.

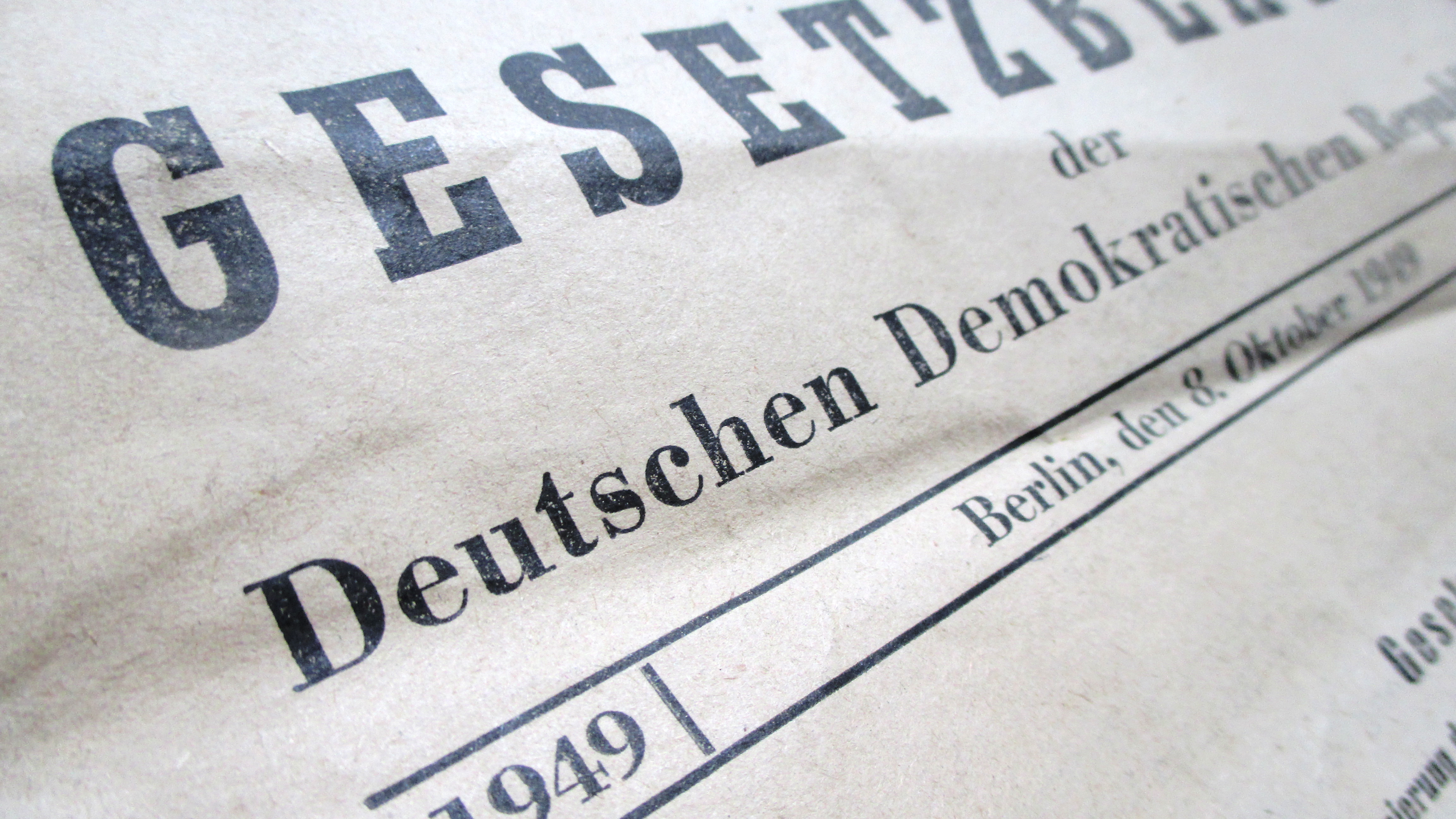
První zákoník NDR z 8. října 1949 o složení Prozatímní lidové komory Německé demokratické republiky dne 7. října 1949

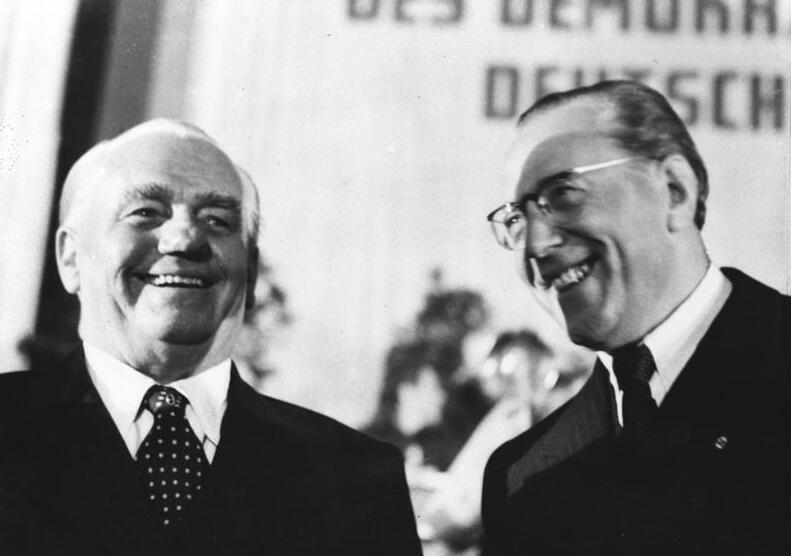
Vůdci NDR: Prezident Wilhelm Pieck a ministerský předseda Otto Grotewohl, 1949

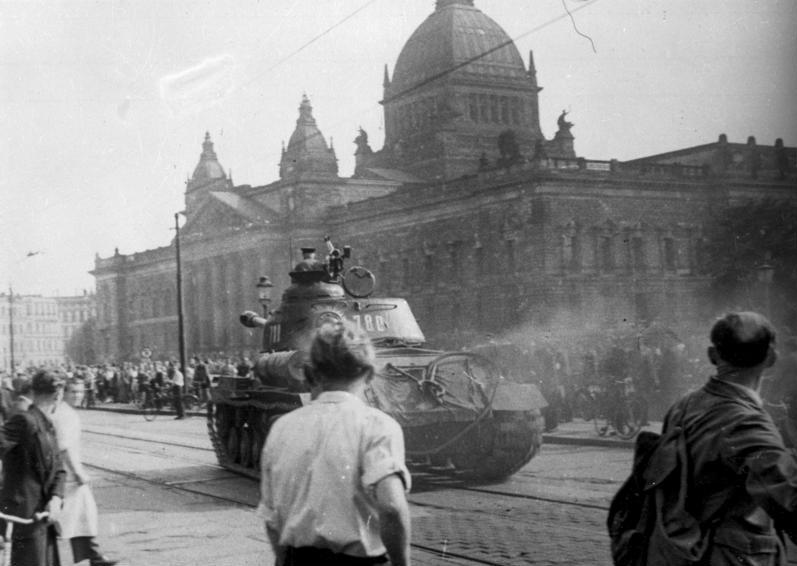
Sovětské tanky v ulicích Lipska během Východoněmeckého povstání, červen 1953

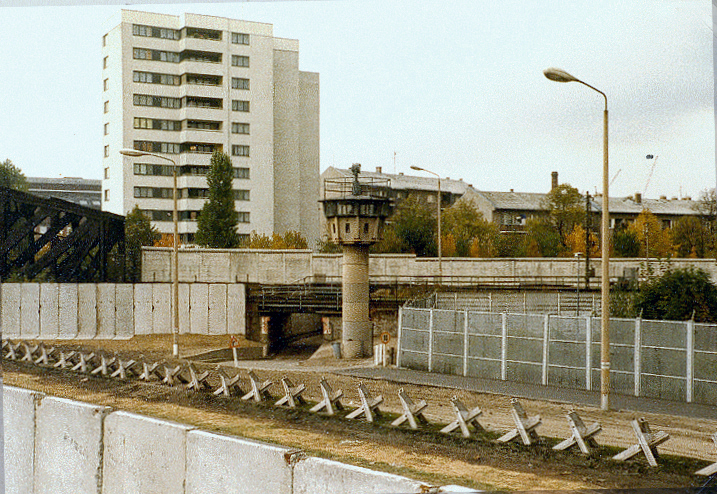
Berlínská zeď

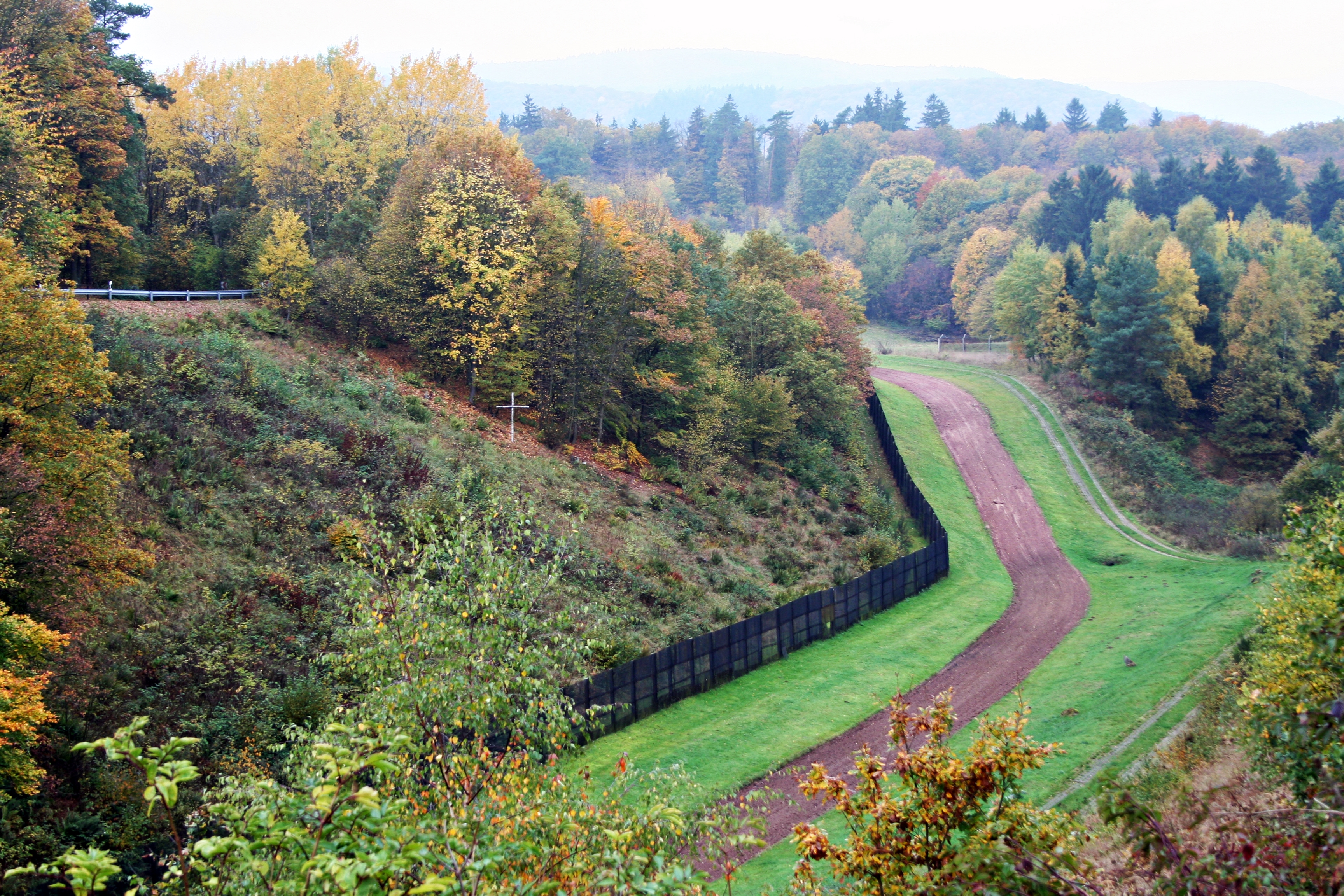
Bývalá německá hranice mezi Hesenskem (vlevo) a Durynskem (vpravo), foto z roku 2008

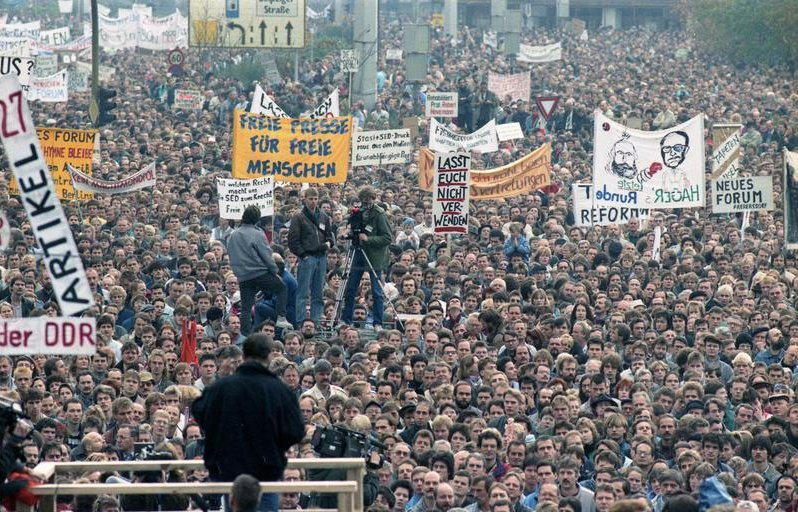
Demonstrace na Alexanderplatz ve východním Berlíně 4. listopadu 1989

V červnu 1945, po skončení druhé světové války, převzaly čtyři vítězné mocnosti svrchovanou moc v Německu a činnost zahájila Spojenecká kontrolní rada. Téhož měsíce byla vytvořena Sovětská vojenská správa v Německu (Sowjetische Militäradministration in Deutschland - SMAD) jako mocenský orgán v sovětské okupační zóně, o měsíc později byly zřízeny správy SMAD v jednotlivých zemích. V červenci a srpnu 1945 proběhla postupimská konference, kde nejvyšší představitelé spojeneckých velmocí podepsali dohodu obsahující ustanovení o denacifikaci a demilitarizaci Německa a o rozdělení jeho území do čtyř okupačních zón. Na přelomu června a července vznikly v sovětské okupační zóně Komunistická strana, Sociálně demokratická strana, Křesťansko-demokratická unie a Liberálně demokratická strana.

### Vznik v roce 1949
V červenci na základě rozkazu SMAD byly vytvořeny německé ústřední správy. Sloužily jako pomocné orgány SMAD v jednotlivých resortech správy a hospodářství. Současně byly považovány za zárodek budoucí německé ústřední vlády. Největší vliv v nich získali komunisté. V září byla v sovětské okupační zóně provedena pozemková reforma, která znamenala převod 2,5 milionu hektarů půdy z vlastnictví 7 tisíc velkostatkářů do půdního fondu. Z něho se potom přidělovalo bezzemkům a malým rolníkům.
V dubnu 1946 došlo ke sloučení Komunistické strany (KPD) a Sociálně demokratické strany (SPD) v sovětské okupační zóně. Jejich spojením vznikla Sjednocená socialistická strana Německa (SED). V září se konaly obecní volby v sovětské okupační zóně, nejvíce hlasů všude získala SED. V říjnu 1946 proběhly volby do krajských a zemských sněmů. Ačkoliv si SED udržela své postavení nejsilnější strany, oproti obecním volbám hlasy spíše ztrácela, zatímco křesťanští a liberální demokraté naopak zaznamenali přírůstek hlasů. Ve stejné době se konaly volby také ve Velkém Berlíně. Jednotná socialistická strana (SED) dosáhla výrazného vítězství. Nově zvolené zemské sněmy ustavily zemské vlády. Mezi jejich ministry měla naprosto nejsilnější zastoupení SED.
V Mnichově se konala konference ministerských předsedů jednotlivých zemí z celého Německa. Po určitém váhání se jí zúčastnili i premiéři zemí sovětského okupační zóny. Jednání však nevedla k žádným konkrétnějším výsledkům. V září 1947 se v Berlíně konal II. Sjezd SED, který jako hlavní úkol strany označil boj za jednotu Německa.
V březnu 1948 sovětský zástupce opustil Spojeneckou kontrolní radu, čímž se studená válka přenesla definitivně i na německé území. V červnu byla v západních okupačních zónách uskutečněna měnová reforma. Na to SSSR reagoval měnovou reformou také ve své zóně a v noci z 23. na 24. června zahájil blokádu Západního Berlína. Za dva dny pak začal fungovat letecký most zásobující izolovanou část města. V září bylo sídlo berlínské městské rady po komunistických demonstracích přeneseno do Západního Berlína. O dva měsíce později shromáždění berlínské SED prohlásilo berlínský magistrát za sesazený a dosadilo magistrát nový, uznaný ze strany SMAD. V prosinci svobodně zvolený magistrát byl nucen přesídlit do Západního Berlína. Nové volby se pak mohly konat pouze tam, SMED je ve svém sektoru zakázal.
V březnu 1949 byla schválena ústava sovětské okupační zóny, později Německé demokratické republiky. V září byla vyhlášena Spolková republika Německo, načež 7. října 1949, jako reakce na tento čin, byla vyhlášena se svolením sovětského vedení Německá demokratická republika. Jejím první prezidentem se stal Wilhelm Pieck, předsedou vlády Otto Grotewohl. Současně byla založena Národní fronta demokratického Německa sdružující všechny strany a masové organizace.
V říjnu 1950 se v NDR konaly volby. Byly nesvobodné, obdobně jako v jiných socialistických státech se volila jednotná kandidátka, pro niž podle oficiálních výsledků hlasovalo 12 088 745 oprávněných voličů (99,6 %), hlasů proti a neplatných hlasů bylo 51 187, což představovalo 0,4 %. Z voleb vzešla nová vláda a výrazně obměněny byly také vlády zemské. Voliči mohli hlasovat buď pro jednotnou kandidátku, nebo hlasovací lístek, již ale bez jakéhokoliv utajení, přeškrtnout, čehož důsledkem bylo vystavení perzekuce ze strany režimu v podobě ztráty zaměstnání, vyhození ze školy a sledování státní bezpečností (Stasi).
Po smrti J. V. Stalina v roce 1953 a nástupu nové garnitury ve vedení SSSR bylo očekáváno celkové uvolnění. Tužby lidu se však nenaplňovaly a pod počáteční záminkou protestu berlínských dělníků na zvyšování výroby se 16. června 1953 zvedla vlna celostátních demonstrací. Byly to tak silné protesty, že okupační správa musela na demonstranty poslat okupační síly dislokované na území NDR.
Rok 1956 byl pro NDR zlomový, protože v tomto roce byla oficiálně založena Národní lidová armáda NDR (NVA) jako reakce na založení a vstup Bundeswehru do NATO. Na počátku 60. let byla NDR postavena před problém s emigrací přes hlavní město Berlín, jež bylo rozděleno na dvě části - východní a západní. Vedení státu se na nátlak z ostatních socialistických států rozhodlo uzavřít hranice Berlína neproniknutelnou zdí. Američané s postavením Berlínské zdi počítali, ale nepředpokládali tak rychlou akci vedení NDR. Brzy ráno 13. srpna 1961 obsadila Volkspolizei a NVA hranice mezi Západním a východním Berlínem. Důvodem k takovým opatřením bylo zahájení stavby Berlínské zdi, jež měla zastavit migraci obyvatel NDR na západ.
Hospodářské těžkosti socialistického tábora z let 1960 až 1963 vedly k zavedení revoluční Nové ekonomické politiky, která přinesla výrazné pozvednutí životní úrovně. S demokratizací systému v ČSSR v roce 1968 nastala u většiny komunistických stran obava, aby se tyto snahy nerozšířily i do jejich republik. Proto v červenci 1968 poslalo vedení SED a dalších čtyř komunistických stran varovný tzv. Varšavský dopis československému vedení. I přes varování ale změny pokračovaly, a proto bylo rozhodnuto o vojenské intervenci. Vpádu do ČSSR se zúčastnilo pět zemí Varšavské smlouvy, také NDR. Po dvou měsících pobytu se vojska čtyř zemí stáhla zpět na své území, kromě vojska SSSR.
Roku 1971 byl odvolán dosavadní generální tajemník SED Walter Ulbricht pro svůj vysoký věk a obstarožní názory. Na jeho místo nastoupil Erich Honecker.
Jeho vláda v 80. letech se vyznačovala jak hospodářskou, tak i politickou stagnací. Tato stagnace uvrhla NDR do hluboké krize v druhé polovině 80. let, jež vyvrcholila v říjnu 1989. Krizi v NDR se vedení SED neodvážilo řešit, ale ještě odmítalo perestrojku a glasnosť. Toto jednání vyústilo v otevřené masové demonstrace v Lipsku a v Berlíně, které byly násilně potlačeny. Takovéto jednání pobouřilo občany NDR, kteří se následně zúčastnili celostátních demonstrací.
3. října 1990 došlo ke sjednocení se Spolkovou republikou, přičemž byly země obnoveny a Východní Berlín byl sjednocen se Západním Berlínem do jednotné spolkové země. Nedošlo však k obnově historických hranic zemí (viz mapa spolkových zemí v letech 1990–1993).

## Politický systém

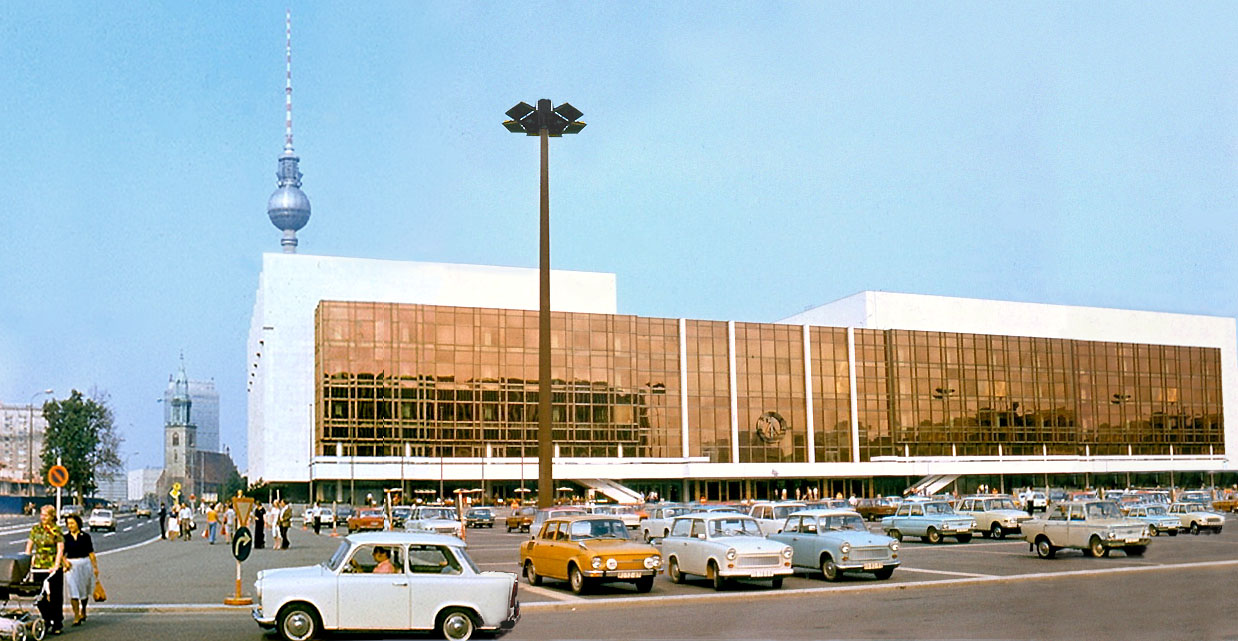
Palác republiky v roce 1977

Dobová literatura v tehdejším Československu psala o NDR například jako o "demokratickém státu, který je reprezentantem německého lidu, budujícího demokratický, mírumilovný a socialistický stát".
Ve východoněmecké politické historii existovala čtyři období. Patřila k nim: léta 1949–61 - budování socialismu; 1961–1970 poté, co Berlínská zeď zamezila útěky, bylo období stability a konsolidace; 1971-85 nese název Honeckerova éra a zažilo užší vazby se západním Německem; a léta 1985–89 - období úpadku a zániku východního Německa.

### Organizace

Logo SED: podání ruky mezi komunisty a sociálními demokraty - Wilhelm Pieck a Otto Grotewohl, SED vznikla roku 1946

Vládnoucí politickou stranou ve východním Německu byla Sozialistische Einheitspartei Deutschlands (SED, Sjednocená socialistická strana Německa). Vznikla v roce 1946 Sověty řízenou fúzí Komunistické strany Německa (KPD) a Sociálně demokratické strany Německa (SPD) v sovětské okupační zóně. SED se však rychle transformovala na plnohodnotnou komunistickou stranu, protože více nezávisle smýšlející sociální demokraté byli vytlačeni.
Postupimská dohoda zavázala Sověty k podpoře demokratické formy vlády v Německu, i když chápání demokracie Sověty bylo od Západu radikálně a zcela odlišné. Stejně jako v jiných zemích sovětského bloku byly povoleny nekomunistické politické strany. Nicméně každá politická strana v NDR byla nucena připojit se k Národní frontě demokratického Německa, široké koalici stran a masových politických organizací, včetně:
- Christlich-Demokratische Union Deutschlands (Křesťanskodemokratická unie, CDU), po znovusjednocení sloučena se západoněmeckou CDU.
- Demokratische Bauernpartei Deutschlands (Demokratická agrární strana Německa, DBD), po znovusjednocení sloučena se západoněmeckou CDU.
- Liberal-Demokratische Partei Deutschlands (Liberálně-demokratická strana Německa, LDPD), po znovusjednocení sloučena se západoněmeckou FDP.
- Nationaldemokratische Partei Deutschlands (Národně-demokratická strana Německa, NDPD), po znovusjednocení sloučena se západoněmeckou FDP.[20]

Členské strany byly v podstatě zcela podřízeny SED a musely přijmout její „vedoucí roli“ jako podmínku existence. Strany však měly zastoupení ve Volkskammeru a dostaly některé posty ve vládě.
Ve Volkskammeru byli také zástupci masových organizací, jako byla Svobodná německá mládež (Freie Deutsche Jugend nebo FDJ) nebo Svobodná německá odborová federace. Existovala také demokratická ženská federace Německa, se sídly ve Volkskammeru.

### Administrativní dělení

Správní členění po roce 1952

Od 7. října 1949 do 22. července 1952 formálně federace složená ze 6 zemí (Länder): Berlín, Braniborsko, Durynsko, Meklenbursko, Sasko a Sasko-Anhaltsko. Jejich poválečné územní vymezení odpovídalo přibližně předválečnému německému vymezení středoněmeckých Länder (států) a severoněmeckých Provinzen (pruské provincie). Západní okrajové části dvou provincií, Pomořanska a Dolního Slezska, jejichž zbytek byl dán Polsku, byly v rámci NDR připojeny k Meklenbursku a Sasku. Poválečná německo-polská hranice na linii Odra–Nisa byla vládami NDR a Polské lidové republiky formálně uznána roku 1950, zatímco Spolková republika Německo ji ratifikovala až roku 1970 (do té doby označovala polský zábor jako „území pod polskou správou“).
Postupně docházelo k čím dál silnější centralizaci a zákonem Gesetz über die weitere Demokratisierung des Aufbaus und der Arbeitsweise der staatlichen Organe in den Ländern der Deutschen Demokratischen Republik („Zákon o další demokratizaci struktury a fungování státních orgánů v zemích Německé demokratické republiky“)  z 23. července 1952 (který vstoupil okamžitě v platnost) pak jsou na území NDR definitivně odstraněny poslední zbytky federalismu a NDR se stává centralistickým státem. 25. července 1952 se ve všech dosavadních zemích NDR konaly poslední schůze zemských sněmů. Ty měly nyní za úkol odhlasovat zákony stanovující nové rozdělení na kraje a okresy, které již nerespektovaly stávající hranice zemí, až na výjimky historické (ještě z dob Vídeňského kongresu; a v případě tehdejších meklenbursko-braniborských hranic staré řadu staletí). 
Tím země na území NDR zanikly a stát byl nově rozčleněn na 14 krajů (Bezirke), které se dále členily na okresy (Landkreise), příp. městské okresy (Stadtkreise).
Východní Berlín se v roce 1961 stal de facto 15. krajem, ale zvláštní právní status si zachoval až do roku 1968, kdy obyvatelé schválili návrh nové ústavy. Přestože Berlín jako celek byl formálně pod správou spojenecké kontrolní rady a západní spojenecké vlády měly diplomatické námitky, NDR fakticky spravovala Východní Berlín jako součást svého území a své hlavní město. To bylo oficiálně uznáváno zeměmi Východního bloku, zatímco západní státy označovaly Východní Berlín pouze jako „sídlo vlády“ NDR.
| kraj (Bezirk)    | rozloha (km²) | počet obyvatel (1989) | hustota zalidnění (obyv. na km²) | počet okresů | hlavní město                     | další statutární* města       |
| ---------------- | ------------- | --------------------- | -------------------------------- | ------------ | -------------------------------- | ----------------------------- |
| Cottbus          | 8 262         | 884 700               | 107                              | 15           | Chotěbuz                         |                               |
| Dresden          | 6 738         | 1 757 400             | 261                              | 17           | Drážďany                         | Zhořelec                      |
| Erfurt           | 7 349         | 1 240 400             | 169                              | 15           | Erfurt                           | Výmar                         |
| Frankfurt (Oder) | 7 186         | 713 800               | 99                               | 12           | Frankfurt nad Odrou              | Eisenhüttenstadt, Schwedt     |
| Gera             | 4 004         | 742 000               | 185                              | 13           | Gera                             |                               |
| Halle            | 8 771         | 1 776 500             | 203                              | 23           | Halle                            | Desava, Halle-Neustadt        |
| Karl-Marx-Stadt  | 6 009         | 1 859 500             | 309                              | 24           | Saská Kamenice (Karl-Marx-Stadt) | Cvikov, Plavno                |
| Leipzig          | 4 966         | 1 360 900             | 274                              | 13           | Lipsko                           |                               |
| Magdeburg        | 11 526        | 1 249 500             | 108                              | 18           | Magdeburg                        |                               |
| Neubrandenburg   | 10 948        | 620 500               | 57                               | 15           | Neubrandenburg                   |                               |
| Potsdam          | 12 568        | 1 123 800             | 89                               | 17           | Postupim                         | Branibor nad Havolou          |
| Rostock          | 7 075         | 916 500               | 130                              | 14           | Rostock                          | Greifswald, Stralsund, Wismar |
| Schwerin         | 8 672         | 595 200               | 69                               | 11           | Zvěřín                           |                               |
| Suhl             | 3 856         | 549 400               | 142                              | 9            | Suhl                             |                               |
| **Berlin         | 403           | 1 279 200             | 3 174                            | 11           | Východní Berlín                  |                               |

*) města s postavením okresu (Stadtkreise)
**) zvláštní celek s postavením kraje, členěný na „městské kraje“ (Stadtbezirke)
Po sjednocení Německa roku 1990 došlo na území dosavadní NDR k přizpůsobení zemskému zřízení SRN a obnově 6 východoněmeckých zemí, i když ne přesně v jejich předchozích hranicích. Nebyly vytvořeny ani skladebně z dosavadních krajů, nicméně pro přibližnou představu lze říci, že Braniborsko vzniklo zhruba z krajů Frankfurt (Oder), Chotěbuz a Postupim, Durynsko z krajů Erfurt, Gera a Suhl, Meklenbursko-Přední Pomořansko z krajů Neubrandenburg, Rostock a Schwerin, Sasko z krajů Drážďany, Karl-Marx-Stadt (Chemnitz) a Lipsko, a Sasko-Anhaltsko z krajů Halle a Magdeburg. Berlín jako spolková země pak vznikl sloučením Západního a Východního Berlína.

### Největší města
(města nad 100 tisíc obyvatel, podle stavu roku 1988)
- (Východní) Berlín (1 200 000)
- Lipsko[23] (556 000)
- Drážďany[24] (520 000)
- Karl-Marx-Stadt (317 000) (do roku 1953 Chemnitz, název navrácen v roce 1990)
- Magdeburg (290 000)
- Rostock (250 000)
- Halle (Saale) (236 000)
- Erfurt (215 000)
- Postupim (140 000)
- Gera (131 000)
- Schwerin (130 000)
- Chotěbuz (125 000)
- Zwickau (120 000)
- Jena (107 000)
- Dessau (105 000)

## Ozbrojené složky

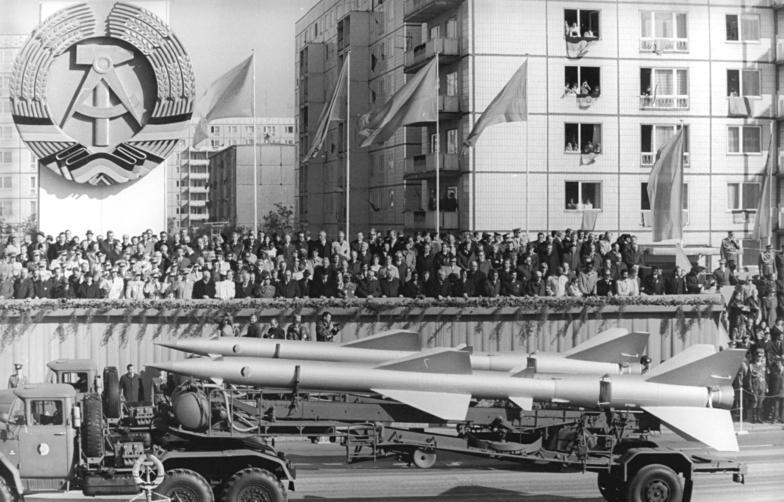
Průvod vojsk k 30. výročí založení NDR s protiletadlovými raketami typu S-75 Dvina („SA-2 Guideline“), 1979

Východoněmecká vláda měla kontrolu nad velkým počtem vojenských a polovojenských organizací prostřednictvím různých ministerstev. Hlavním z nich bylo ministerstvo národní obrany. Kvůli blízkosti východního Německa na Západ během studené války (1945–1992) byly jeho vojenské síly jedny z nejvyspělejších z Varšavské smlouvy. Definování toho, co byly vojenské síly a co ne, je sporné.

#### Nationale Volksarmee
Největší vojenskou organizací ve východním Německu byla Nationale Volksarmee (NVA). Vznikla v roce 1956, když se východní Německo připojilo k Varšavské smlouvě z Kasernierte Volkspolizei a vojenských jednotek pravidelné policie (Volkspolizei). Od svého vzniku ji řídilo Ministerstvo národní obrany. Byla to dobrovolnická síla, dokud nebyla v roce 1962 zavedena osmnáctiměsíční branná povinnost. Důstojníci NATO ji považovali za nejlepší armádu Varšavské smlouvy. NVA se skládala z následujících složek:
- Armáda (Landstreitkräfte)
- Námořnictvo (Volksmarine)
- Letectvo (Luftstreitkräfte/Luftverteidigung)

### Pohraniční jednotky
Pohraniční jednotky východního sektoru byly původně organizovány jako policejní síla Deutsche Grenzpolizei, podobně Bundesgrenzschutz v západním Německu a spadaly pod ministerstvo vnitra. Po remilitarizaci východního Německa v roce 1956 byla Deutsche Grenzpolizei v roce 1961 reorganizována na vojenskou sílu, která byla vytvořena podle vzoru sovětských pohraničních jednotek, a převedena pod ministerstvo národní obrany jako součást Národní lidové armády. V roce 1973 byly od NVA odděleny, ale zůstaly pod stejným ministerstvem. Na vrcholu zde sloužilo přibližně 47 000 mužů.

### Volkspolizei

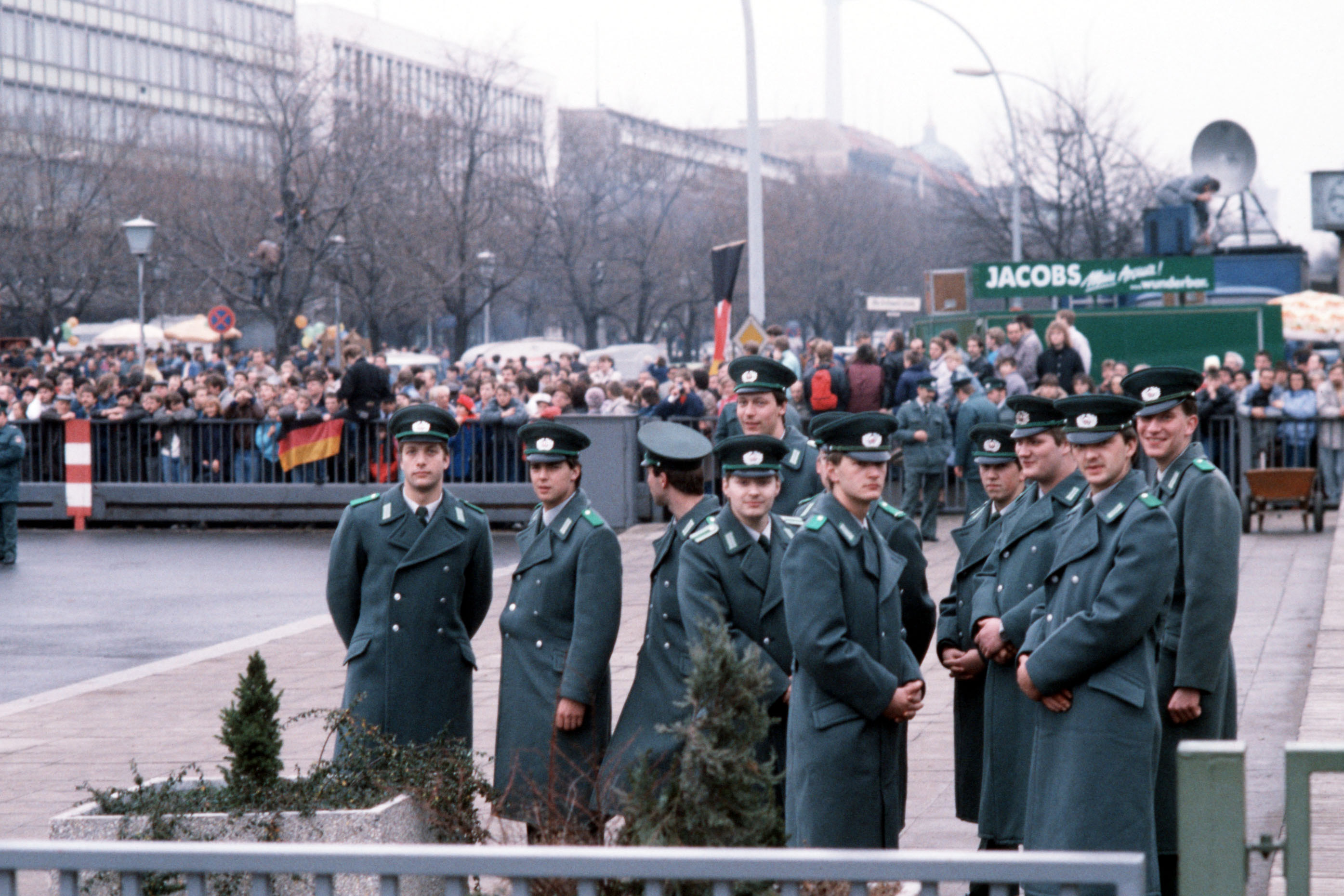
Členové východoněmecké policie (Volkspolizei) při slavnostním otevírání Braniborské brány 22. prosince 1989

Po oddělení NVA od Volkspolizei v roce 1956 si ministerstvo vnitra ponechalo svou vlastní rezervu veřejného pořádku, známou jako Volkspolizei-Bereitschaften (VPB). Tyto jednotky byly, stejně jako Kasernierte Volkspolizei, vybaveny jako motorizovaná pěchota a jejich počet byl mezi 12 000 a 15 000 muži.

### Stasi
Ministerstvo státní bezpečnosti (Stasi) zahrnovalo gardový pluk Felixe Dzeržinského, který se zabýval hlavně bezpečností zařízení a bezpečnostními událostmi v civilních šatech[ujasnit]. Byli jedinou částí obávané Stasi, která byla vidět na veřejnosti, a tak byli mezi lidmi velmi nepopulární. Stasi čítala kolem 90 000 mužů, gardový pluk kolem 11 000–12 000 mužů.

### Kampfgruppen der Arbeiterklasse
V roce 1953 vznikly k upevnění moci SED stranické milice Kampfgruppen der Arbeiterklasse (KdA, ~ Bojové skupiny dělnické třídy), spolupracující s Volskpolizei a Nationale Volkarmee.

### Sovětská vojenská okupace
Skupina sovětských ozbrojených sil v Německu (GSSD), která vznikla ze sovětských okupačních sil, měla v NDR průměrně 500 000 důstojníků, vojáků a rodinných příslušníků, což si vyžádalo asi 10 procent území NDR. Jednotky GSSD byly nadřazeny jednotkám NVA a jiným vojenským organizacím. Jejich ústředním úkolem bylo zabezpečit NDR proti Západu. GSSD měla útočnou vyzbroj, včetně jaderných zbraní. Podle studie bylo v případě války plánováno rozsáhlé a preventivní použití taktických jaderných zbraní v Německu od šedesátých let. Dokonce i poté, co se Michail Gorbačov odklonil od agresivních válečných plánů východního bloku v roce 1986, bylo v NDR provedeno masivní použití jaderných zbraní velkého kalibru během cvičení NVA „Stabstraining 1989“.

## Zahraniční politika

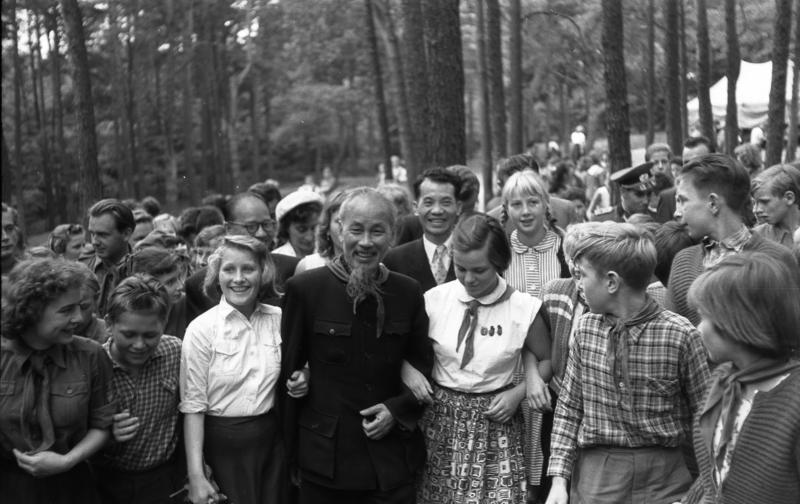
Severovietnamský vůdce Ho Či Min s východoněmeckými pionýry, 1957

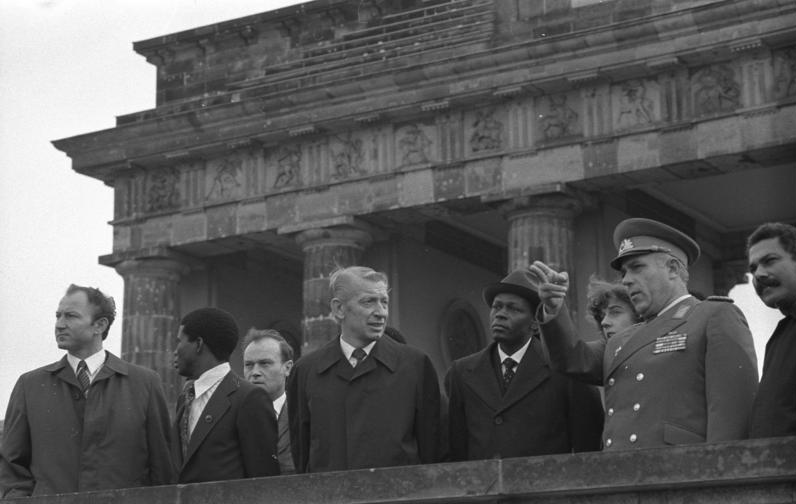
José Eduardo dos Santos během návštěvy východního Berlína

Východoněmecký stát propagoval „antiimperialistickou“ linii, která se projevila ve všech jeho médiích a na všech školách. Tato linie následovala Leninovu teorii imperialismu jako nejvyšší a poslední fázi kapitalismu a Dimitrovovu teorii fašismu jako diktatury nejreakčnějších prvků finančního kapitalismu. Lidové reakce na tato opatření byly smíšené a západní média pronikla do země prostřednictvím přeshraničního televizního a rozhlasového vysílání ze západního Německa a z amerického rádia Svobodná Evropa. Disidenti, zejména profesionálové, mnohdy uprchli do západního Německa, což bylo před výstavbou berlínské zdi v roce 1961 poměrně snadné.

### Podpora socialistických zemí třetího světa
Po získání širšího mezinárodního diplomatického uznání v letech 1972–73 zahájila NDR aktivní spolupráci se socialistickými vládami třetího světa a národními hnutím za osvobození. Zatímco SSSR měl kontrolu nad celkovou strategií a kubánské ozbrojené síly byly zapojeny do skutečného boje (většinou v Angolské lidové republice a socialistické Etiopii), NDR poskytovala odborníky na údržbu vojenského zařízení a školení personálu a dohlížela na vytváření tajných služeb založené na vlastním modelu Stasi.
Už v 60. letech byly navázány kontakty s angolskou MPLA, FRELIMO z Mosambiku a PAIGC v Guineji-Bissau a na Kapverdách. V sedmdesátých letech byla navázána oficiální spolupráce s dalšími samozvanými socialistickými vládami a lidovými republikami: Lidovou republikou Kongo, Jemenskou lidovou demokratickou republikou, Somálskou demokratickou republikou, Libyí a Beninskou lidovou republikou.
První vojenská dohoda byla podepsána v roce 1973 s Konžskou lidovou republikou. V roce 1979 byly podepsány smlouvy o přátelství s Angolou, Mosambikem a Etiopií.
Odhadovalo se, že do Afriky bylo z NDR vysláno celkem 2000–4000 vojenských a bezpečnostních odborníků. Kromě toho zástupci afrických a arabských zemí a osvobozeneckých hnutí absolvovali v NDR vojenská školení.

### Konflikt na Blízkém východě
Východní Německo prosazovalo antisionistickou politiku; historik Jeffrey Herf tvrdí, že východní Německo vedlo nevyhlášenou válku s Izraelem.  Podle Herfa „byl Blízký východ jedním z klíčových bojišť globální studené války mezi Sovětským svazem a Západem; byl to také region, ve kterém Východní Německo hrálo hlavní roli v antagonismu sovětského bloku vůči Izraeli.“ Zatímco východní Německo se považovalo za „antifašistický stát“, Izrael považovalo za „fašistický stát“ a silně podporovalo Organizaci pro osvobození Palestiny v ozbrojeném boji proti Izraeli. V roce 1974 vláda NDR uznala OOP jako „výhradního legitimního zástupce palestinského lidu“. OOP deklarovala Palestinský stát 15. listopadu 1988 během první intifády a NDR stát uznalo před znovusjednocením. Poté, co se východní Německo stalo členem OSN, „využilo OSN k tomu, aby vedlo politickou válku proti Izraeli [a bylo nadšeným, významným a energickým členem“ antiizraelské většiny Valného shromáždění.

## Ekonomika

Mapa východoněmecké ekonomiky

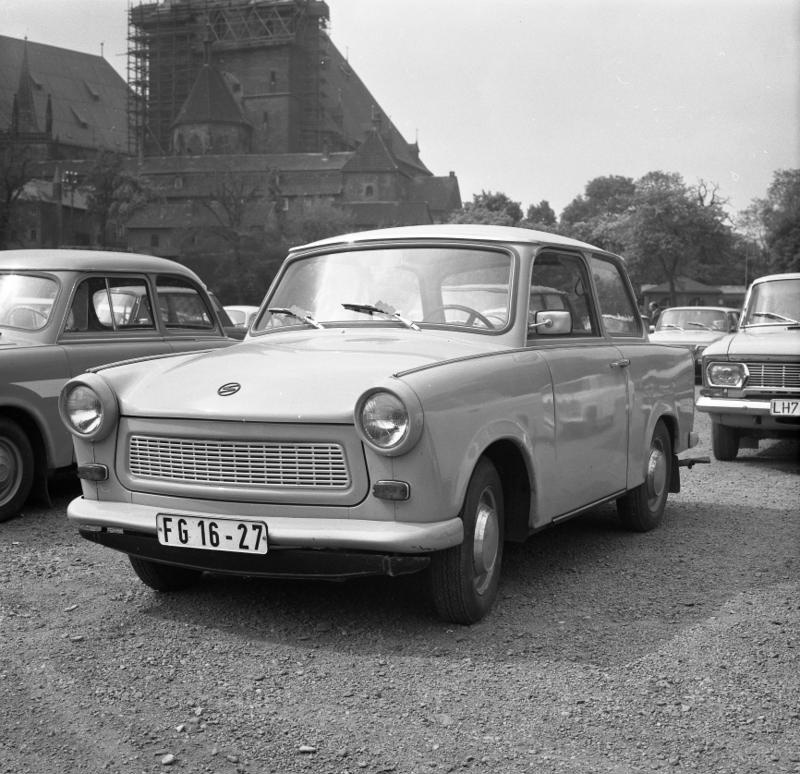
Trabant – jeden ze symbolů NDR a také nejúspěšnější automobil v její historii.

Východoněmecká ekonomika začínala kvůli devastaci způsobené druhou světovou válkou špatně; ztráta mnoha mladých vojáků, narušení obchodu a dopravy, spojenecké bombardovací kampaně, které zdecimovaly města, a reparace vůči SSSR. Rudá armáda demontovala a dopravila do SSSR infrastrukturu a průmyslové závody sovětské okupační zóny. Počátkem padesátých let byly reparace vypláceny za zemědělské a průmyslové výrobky; Dolní Slezsko se svými uhelnými doly a Štětín, důležitý přírodní přístav, byly předány Polsku rozhodnutím Stalina a v souladu s Postupimskou dohodou.
Socialisticky centrálně plánovaná ekonomika Německé demokratické republiky byla podobná ekonomice SSSR. V roce 1950 se NDR připojila k obchodnímu bloku RVHP. V roce 1985 vydělaly kolektivní (státní) podniky 96,7 % čistého národního příjmu. Za účelem zajištění stabilních cen zboží a služeb zaplatil stát 80 % základních dodavatelských nákladů. Odhadovaný příjem z roku 1984 na hlavu činil 9 800 $ (22 600 USD v dolarech z roku 2015). V roce 1976 činil průměrný roční růst HDP přibližně pět procent. Toto učinilo východoněmeckou ekonomiku nejbohatší z celého východního bloku až do znovusjednocení v roce 1990.
Významné východoněmecké exportní položky byly fotoaparáty značky Praktica; automobily značek Trabant, Wartburg a IFA; lovecké pušky, sextanty, psací stroje a náramkové hodinky.
Až do 60. let minulého století trpěli východní Němci nedostatkem základních potravin, jako je cukr a káva. Východní Němci s přáteli nebo příbuznými na Západě (nebo s jakýmkoli přístupem k tvrdé měně) a nezbytným účet v cizí měně ve Staatsbank (státní banka NDR) si mohli prostřednictvím Intershopu dovolit západní produkty a produkty východoněmecké kvality na export. Spotřební zboží bylo k dispozici také poštou od dánské společnosti Jauerfood nebo Genex.
Vláda používala peníze a ceny jako politický nástroj a poskytovala vysoce subvencované ceny pro širokou škálu základního zboží a služeb, což bylo známo jako „druhý platový balíček“. Na úrovni výroby umělé ceny tvořily polosměnný systém a hromadění zdrojů. Spotřebitele to vedlo k nahrazení peněz NDR časem, směnou a tvrdými měnami. Socialistická ekonomika byla stále více závislá na finančních infuzích z půjček v tvrdé měně od západního Německa. Východní Němci mezitím pohlíželi na svou měkkou měnu jako bezcennou vzhledem k německé marce (DM).  Ekonomické otázky přetrvávaly na východě Německa i po znovusjednocení. James Hawes ve své knize „Nejkratší historie Německa“ cituje z federálního úřadu politického vzdělávání (23. června 2009):
"Jen v roce 1991 muselo být do východního Německa převedeno 153 miliard marek, aby se zajistily příjmy, podpořily podniky a zlepšila infrastruktura...do roku 1999 činila celková částka 1,634 biliónů marek netto...Částky byly tak velké, že se veřejný dluh v Německu více než zdvojnásobil."

## Obyvatelstvo

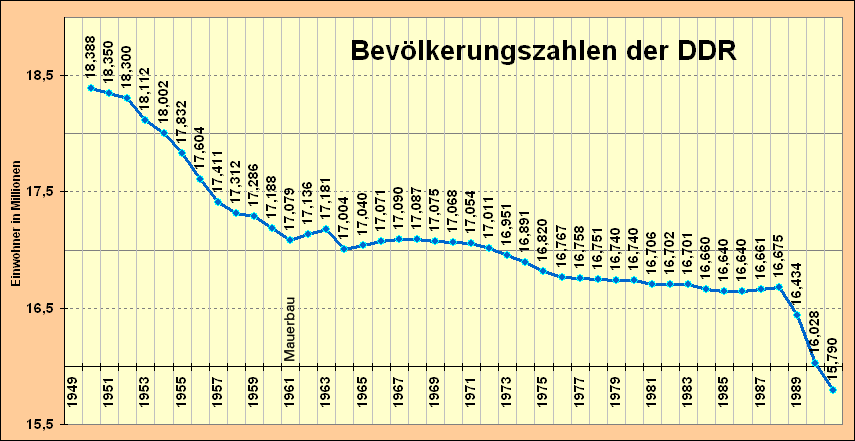
Úbytek obyvatel na časové ose

Během existence NDR počet obyvatel poklesl z 19 milionů v roce 1948 na 16 milionů v roce 1990; to bylo způsobeno především masovou emigrací obyvatel do Západního Německa – celkem jedna čtvrtina obyvatel uprchla přes západní Berlín předtím, než byla v roce 1961 postavena Berlínská zeď. Posléze NDR trpěla nízkou porodností. To ostře kontrastovalo např. s Polskem, jehož populace se zvýšila z 24 milionů (jen o čtvrtinu více než NDR) v roce 1948 na 38 milionů v roce 1990 (více než dvojnásobek populace NDR).
| Rok  | Populace   | Živě narození | Úmrtí   | Přirozená změna | Hrubá míra porodnosti (na 1000 obyv.) | Hrubá míra úmrtnosti (na 1000 obyv.) | Přirozená změna (na 1000 obyv.) | Plodnost |
| ---- | ---------- | ------------- | ------- | --------------- | ------------------------------------- | ------------------------------------ | ------------------------------- | -------- |
| 1946 |            | 188 679       | 413 240 | -224 561        | 10,2                                  | 22,4                                 | -12,2                           | 1,30     |
| 1947 |            | 247 275       | 358 035 | -110 760        | 13,1                                  | 19,0                                 | -5,9                            | 1,75     |
| 1948 |            | 243 311       | 289 747 | -46 436         | 12,7                                  | 15,2                                 | -2,5                            | 1,76     |
| 1949 |            | 274 022       | 253 658 | 20 364          | 14,5                                  | 13,4                                 | 1,1                             | 2,03     |
| 1950 | 18 388 000 | 303 866       | 219 582 | 84 284          | 16,5                                  | 11,9                                 | 4,6                             | 2,35     |
| 1951 | 18 350 000 | 310 772       | 208 800 | 101 972         | 16,9                                  | 11,4                                 | 5,5                             | 2,46     |
| 1952 | 18 300 000 | 306 004       | 221 676 | 84 328          | 16,6                                  | 12,1                                 | 4,5                             | 2,42     |
| 1953 | 18 112 000 | 298 933       | 212 627 | 86 306          | 16,4                                  | 11,7                                 | 4,7                             | 2,40     |
| 1954 | 18 002 000 | 293 715       | 219 832 | 73 883          | 16,3                                  | 12,2                                 | 4,1                             | 2,38     |
| 1955 | 17 832 000 | 293 280       | 214 066 | 79 215          | 16,3                                  | 11,9                                 | 4,4                             | 2,38     |
| 1956 | 17 604 000 | 281 282       | 212 698 | 68 584          | 15,8                                  | 12,0                                 | 3,9                             | 2,30     |
| 1957 | 17 411 000 | 273 327       | 225 179 | 48 148          | 15,6                                  | 12,9                                 | 2,7                             | 2,24     |
| 1958 | 17 312 000 | 271 405       | 221 113 | 50 292          | 15,6                                  | 12,7                                 | 2,9                             | 2,22     |
| 1959 | 17 286 000 | 291 980       | 229 898 | 62 082          | 16,9                                  | 13,3                                 | 3,6                             | 2,37     |
| 1960 | 17 188 000 | 292 985       | 233 759 | 59 226          | 16,9                                  | 13,5                                 | 3,4                             | 2,35     |
| 1961 | 17 079 000 | 300 018       | 222 739 | 78 079          | 17,6                                  | 13,0                                 | 4,6                             | 2,42     |
| 1962 | 17 136 000 | 297 982       | 233 995 | 63 987          | 17,4                                  | 13,7                                 | 3,7                             | 2,42     |
| 1963 | 17 181 000 | 301 472       | 222 001 | 79 471          | 17,6                                  | 12,9                                 | 4,6                             | 2,47     |
| 1964 | 17 004 000 | 291 867       | 226 191 | 65 676          | 17,1                                  | 13,3                                 | 3,8                             | 2,48     |
| 1965 | 17 040 000 | 281 058       | 230 254 | 50 804          | 16,5                                  | 13,5                                 | 3,0                             | 2,48     |
| 1966 | 17 071 000 | 267 958       | 225 663 | 42 295          | 15,7                                  | 13,2                                 | 2,5                             | 2,43     |
| 1967 | 17 090 000 | 252 817       | 227 068 | 25 749          | 14,8                                  | 13,3                                 | 1,5                             | 2,34     |
| 1968 | 17 087 000 | 245 143       | 242 473 | 2 670           | 14,3                                  | 14,2                                 | 0,1                             | 2,30     |
| 1969 | 17 075 000 | 238 910       | 243 732 | -4 822          | 14,0                                  | 14,3                                 | -0,3                            | 2,24     |
| 1970 | 17 068 000 | 236 929       | 240 821 | -3 892          | 13,9                                  | 14,1                                 | -0,2                            | 2,19     |
| 1971 | 17 054 000 | 234 870       | 234 953 | -83             | 13,8                                  | 13,8                                 | -0,0                            | 2,13     |
| 1972 | 17 011 000 | 200 443       | 234 425 | -33 982         | 11,7                                  | 13,7                                 | -2,0                            | 1,79     |
| 1973 | 16 951 000 | 180 336       | 231 960 | -51 624         | 10,6                                  | 13,7                                 | -3,1                            | 1,58     |
| 1974 | 16 891 000 | 179 127       | 229 062 | -49 935         | 10,6                                  | 13,5                                 | -2,9                            | 1,54     |
| 1975 | 16 820 000 | 181 798       | 240 389 | -58 591         | 10,8                                  | 14,3                                 | -3,5                            | 1,54     |
| 1976 | 16 767 000 | 195 483       | 233 733 | -38 250         | 11,6                                  | 13,9                                 | -2,3                            | 1,64     |
| 1977 | 16 758 000 | 223 152       | 226 233 | -3 081          | 13,3                                  | 13,5                                 | -0,2                            | 1,85     |
| 1978 | 16 751 000 | 232 151       | 232 332 | -181            | 13,9                                  | 13,9                                 | -0,0                            | 1,90     |
| 1979 | 16 740 000 | 235 233       | 232 742 | 2 491           | 14,0                                  | 13,9                                 | 0,1                             | 1,90     |
| 1980 | 16 740 000 | 245 132       | 238 254 | 6 878           | 14,6                                  | 14,2                                 | 0,4                             | 1,94     |
| 1981 | 16 706 000 | 237 543       | 232 244 | 5 299           | 14,2                                  | 13,9                                 | 0,3                             | 1,85     |
| 1982 | 16 702 000 | 240 102       | 227 975 | 12 127          | 14,4                                  | 13,7                                 | 0,7                             | 1,86     |
| 1983 | 16 701 000 | 233 756       | 222 695 | 11 061          | 14,0                                  | 13,3                                 | 0,7                             | 1,79     |
| 1984 | 16 660 000 | 228 135       | 221 181 | 6 954           | 13,6                                  | 13,2                                 | 0,4                             | 1,74     |
| 1985 | 16 640 000 | 227 648       | 225 353 | 2 295           | 13,7                                  | 13,5                                 | 0,2                             | 1,73     |
| 1986 | 16 640 000 | 222 269       | 223 536 | -1 267          | 13,4                                  | 13,5                                 | -0,1                            | 1,70     |
| 1987 | 16 661 000 | 225 959       | 213 872 | 12 087          | 13,6                                  | 12,8                                 | 0,6                             | 1,74     |
| 1988 | 16 675 000 | 215 734       | 213 111 | 2 623           | 12,9                                  | 12,8                                 | 0,1                             | 1,67     |
| 1989 | 16 434 000 | 198 992       | 205 711 | -6 789          | 12,0                                  | 12,4                                 | -0,4                            | 1,56     |
| 1990 | 16 028 000 | 178 476       | 208 110 | -29 634         | 11,1                                  | 12,9                                 | -1,8                            | 1,51     |

### Náboženství
| Náboženství v NDR, 1950 | Náboženství v NDR, 1950 | Náboženství v NDR, 1950 | Náboženství v NDR, 1950 | Náboženství v NDR, 1950 |
| ----------------------- | ----------------------- | ----------------------- | ----------------------- | ----------------------- |
| Víra                    |                         |                         | Procent                 |                         |
| Protestantství          | Protestantství          |                         | 85 %                    | 85 %                    |
| Katolicismus            | Katolicismus            |                         | 10 %                    | 10 %                    |
| Nepřidruženi            | Nepřidruženi            |                         | 5 %                     | 5 %                     |

| Náboženství v NDR, 1989 | Náboženství v NDR, 1989 | Náboženství v NDR, 1989 | Náboženství v NDR, 1989 | Náboženství v NDR, 1989 |
| ----------------------- | ----------------------- | ----------------------- | ----------------------- | ----------------------- |
| Víra                    |                         |                         | Procent                 |                         |
| Protestantství          | Protestantství          |                         | 25 %                    | 25 %                    |
| Katolicismus            | Katolicismus            |                         | 5 %                     | 5 %                     |
| Nepřidruženi            | Nepřidruženi            |                         | 70 %                    | 70 %                    |

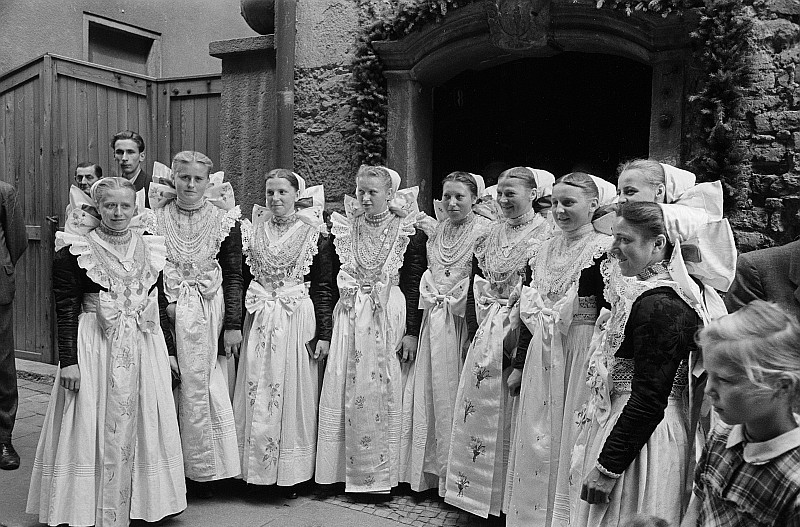
Katolické Lužické Srbky v Budyšíně (1950)

Náboženství se stalo v NDR sporným místem, kdy vládní komunisté podporovali státní ateismus, ačkoli někteří lidé zůstali věrní křesťanským komunitám. V roce 1957 státní úřady zřídily Státní sekretariát pro církevní záležitosti (Staatssekretär für Kirchenfragen), který se staral o kontakt vlády s církvemi a náboženskými skupinami; SED zůstala oficiálně ateistickou.
V roce 1950 se 85% obyvatel NDR hlásilo k protestantství, zatímco 10 % jako katolíci. V roce 1961, známý filozof a teolog Paul Tillich prohlásil, že protestantská populace ve východním Německu měla nejobdivuhodnější protestantskou církev, protože komunisté zde nad nimi nemohli získat duchovní vítězství. Do roku 1989 se členství v křesťanských církvích výrazně snížilo. Protestanti tvořili 25 % populace, katolíci 5 %. Podíl lidí, kteří se považovali za nevěřící, vzrostl z 5 % v roce 1950 na 70 % v roce 1989.

### Státní ateismus
Když se poprvé komunistická strana dostala k moci, prosazovala slučitelnost křesťanství a marxismu a usilovala o křesťanskou účast na budování socialismu. Zpočátku měla propagace vědeckého ateismu málo oficiální pozornosti. V polovině padesátých let, kdy se studená válka začínala nabírat na obrátkách, se stal ateismus tématem velkého zájmu státu v domácím i zahraničním kontextu. Byly založeny univerzitní katedry a katedry věnované vědeckému ateismu a vznikla k této problematice řada literatury (vědecké i populární). Tato činnost ustoupila na konci 60. let s tím, že začala být kontraproduktivní. Oficiální a vědecká pozornost k ateismu byla obnovena začátkem roku 1973, tentokrát však s větším důrazem na stipendia a na výcvik kádrů než na propagandu. Pozornost věnovaná ateismu ve východním Německu neměla nikdy v úmyslu ohrozit spolupráci, která byla požadována od věřících východních Němců.

## Kultura

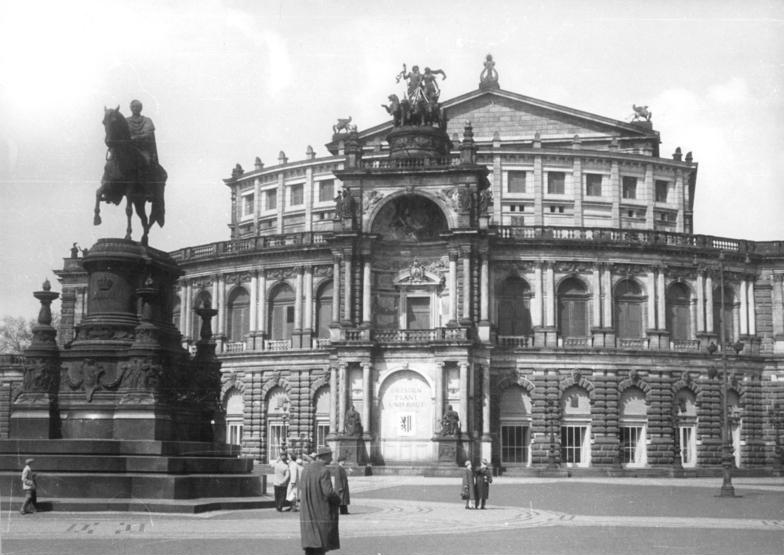
Semperoper, 1960

Východoněmecká kultura byla silně ovlivněna komunistickým myšlením a byla poznamenána pokusem o vymezení sebe sama v opozici vůči Západu, zejména proti Západnímu Německu a Spojeným státům. Kritici východoněmeckého státu tvrdili, že závazek státu vůči komunismu byl prázdným a cynickým nástrojem, machiavellistické povahy, ale toto tvrzení bylo zpochybněno studiemi[zdroj?], které zjistily, že východoněmecké vedení bylo skutečně oddané pokroku vědeckých poznatků, hospodářského rozvoje a sociálního pokroku. Pence a Betts však tvrdí, že většina východních Němců v průběhu času stále více považovala ideály státu za prázdné, ačkoli existovalo také značné množství z nich, kteří považovali svou kulturu za zdravější a autentičtější než mentalitu západního Německa.
Kultura a politika NDR byla omezena tvrdou cenzurou.

### Hudba

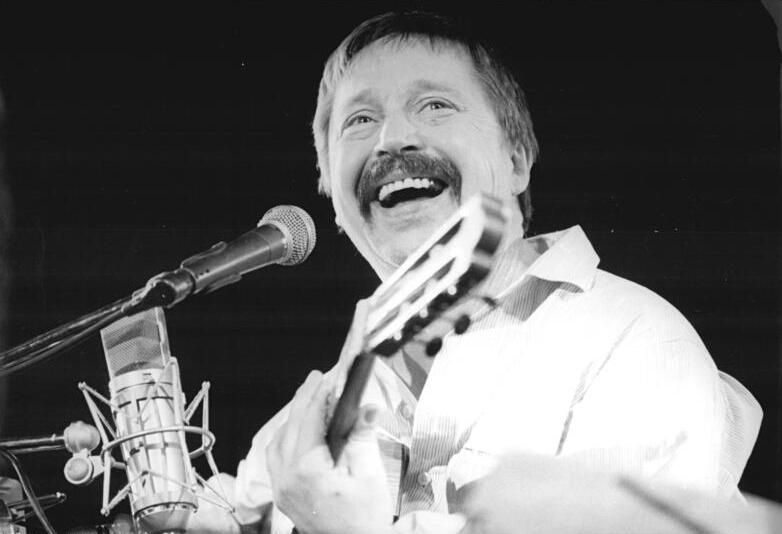
Wolf Biermann 1. prosince 1989 v Lipsku

Jedny z populárních východoněmeckých skupin byly Puhdys a Karat. Jako většina tradičních skupin se objevovaly v populárních časopisech pro mládež jako Neues Leben a Magazin. Mezi další populární rockové skupiny patřily Wir, City, Silly a Pankow. Většina z těchto umělců nahrávala pod státním vydavatelstvím AMIGA.

### Film
Produkci filmů ve Východním Německu vedla DEFA, Deutsche Film AG, která byla rozdělena do různých místních skupin, například Gruppe Berlin, Gruppe Babelsberg nebo Gruppe Johannisthal, kde místní týmy točily a produkovaly filmy.

### Sport

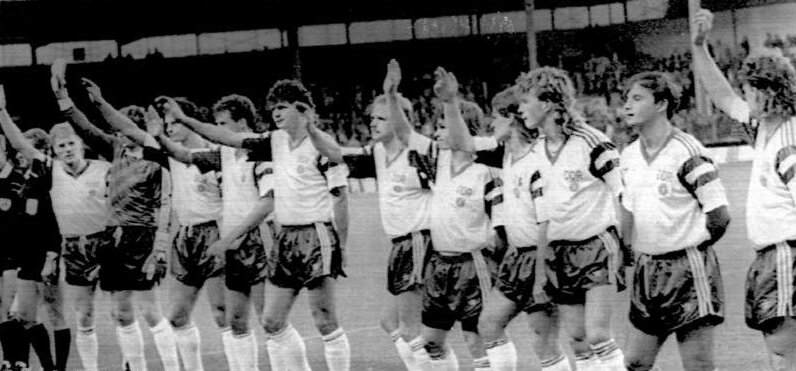
Východoněmecká fot. reprezentace hraje poslední utkání, proti Belgii - září 1990 (v 5. skupině dále bylo Lucembursko a Západní Německo). Kvalifikační zápas NDR vs. Belgie byl vzhledem k blížícímu se sjednocení s NSR nakonec odehrán pouze symbolicky, jako přátelský.

Východní Německo bylo velmi úspěšné ve sportech jako cyklistika, vzpírání, plavání, gymnastika, atletika, box, bruslení a zimních sportech. Úspěch se přičítá ministru sportu Dr. Manfredu Höppnerovi, které nastoupil koncem 60. let.
Dalším podpůrným důvodem bylo doping, zejména anabolické steroidy, které byly po mnoho let nejvíce detekovanými dopingovými látkami v laboratořích akreditovaných Mezinárodním olympijským výborem. Vývoj a implementace státem podporovaného sportovního dopingového programu pomohly východnímu Německu a jeho malé populaci stát se v 70. a 80. letech 20. století světovým lídrem ve sportu a získat velké množství olympijských zlatých medailí, medailí z mistrovství světa a stanovit řadu rekordů. Dalším faktorem úspěchu byl systém podpory mládeže v NDR. Učitelé tělocviku ve škole byli vyzváni, aby hledali u dětí ve věku 6 až 10 let určité talenty. Pro starší žáky bylo možné navštěvovat gymnázia se zaměřením na sport (např. plachtění, fotbal nebo plavání). Tato politika byla použita také u talentovaných žáků s ohledem na hudbu nebo matematiku.
NDR je v diskusi o dopingových skandálech označována jako „Německá dopingová republika“.[zdroj?]

### Televize a rádio

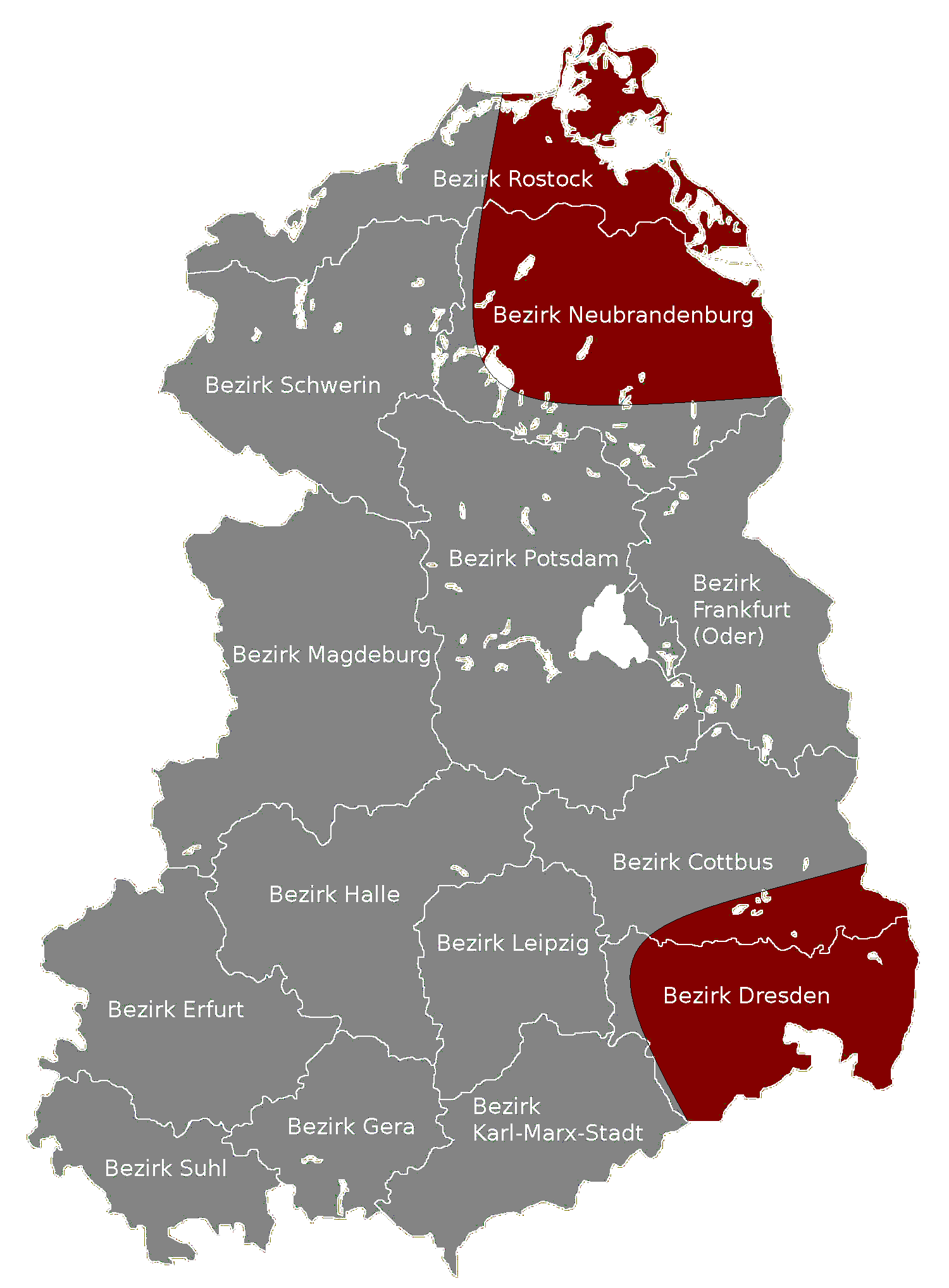
Červená představuje ty části NDR, kde nemohly být přijímány rozhlasové nebo televizní signály ze západního Německa i Západního Berlína.

Televize a rádio byly ve východním Německu státem řízené podniky; oficiální rozhlasovou organizací byla od roku 1952 do znovusjednocení Rundfunk der DDR. Organizace sídlila na Funkhaus Nalepastraße ve východním Berlíně. Deutscher Fernsehfunk (DFF), od roku 1972 do roku 1990 známá jako Fernsehen der DDR nebo DDR-FS, byla od roku 1952 státním televizním vysílačem. Příjem západního vysílání byl také rozšířený.

## Ostalgie

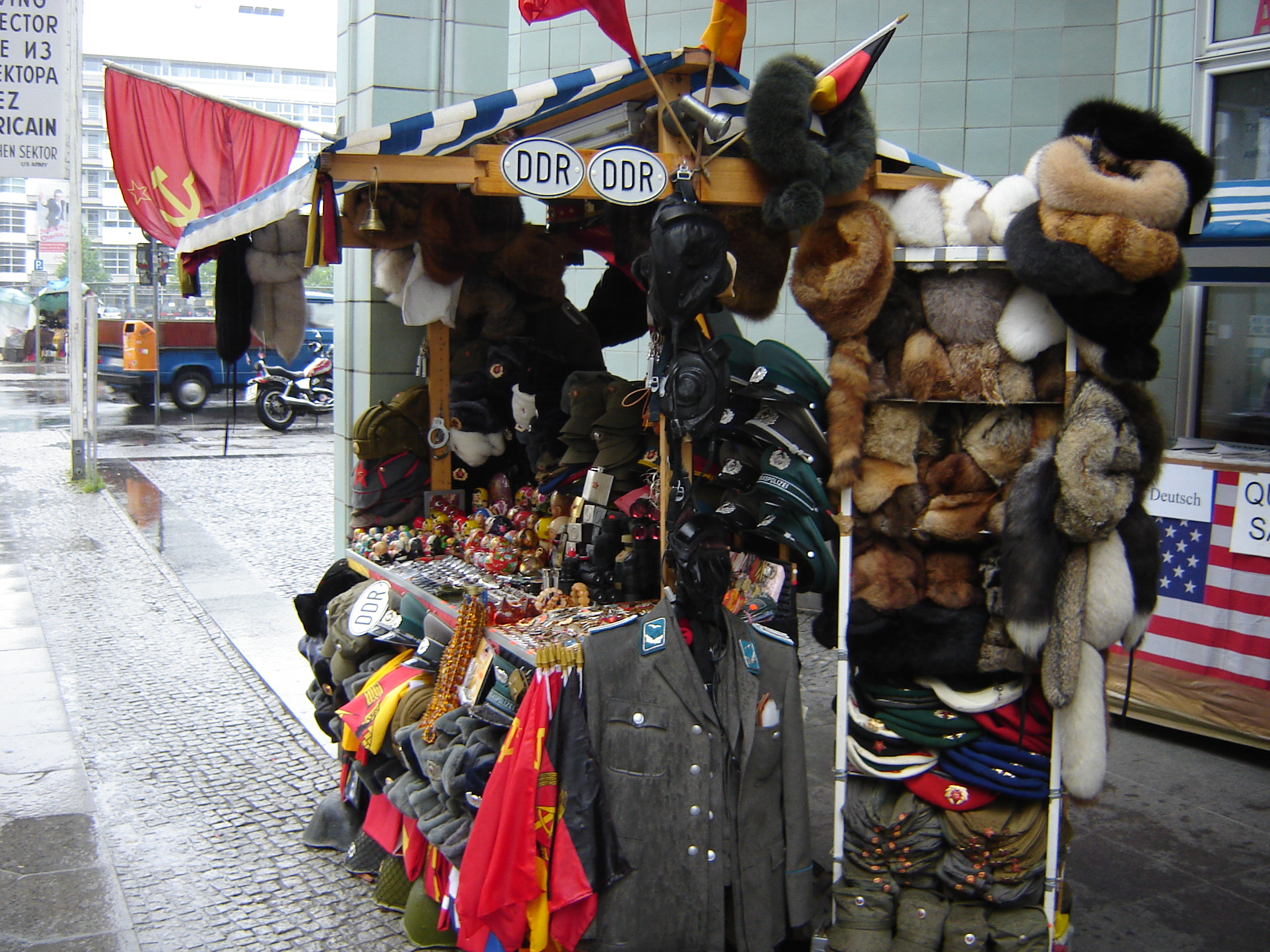
Stánek v Berlíně s východoněmeckými předměty i těmi s komunistickou tematikou.

Mnoho východních Němců zpočátku považovalo rozpuštění NDR za pozitivní. Tato reakce však brzy zkysla. Západní Němci často jednali jako by „vyhráli“ a východní Němci sjednocení „prohráli“, což mnoho východních Němců (Ossis) vedlo k odporu k západním Němcům (Wessis). V roce 2004 Ascher Barnstone napsal: „Východní Němci nesnášejí bohatství Západních Němců; Západní Němci vidí ve východních Němcích líné oportunisty, kteří chtějí něco za nic. Východní Němci shledávají západní Němce („Wessis “) jako arogantní a ctižádostivé a západní Němci si myslí, že ti východní („Ossis“) jsou líní a k ničemu.“
Sjednocení a následná federální politika přivedly mnohé východní Němce k vážným ekonomickým problémům, které před sjednocením neexistovaly. Nezaměstnanost a bezdomovectví, které byly během komunistické éry minimální, rostly a rychle se rozšířily; toto, stejně jako uzavření bezpočtu továren a dalších pracovišť na východě, podporovalo rostoucí pocit, že východní Němci byli federální vládou ignorováni nebo opomíjeni.
Navíc mnoho východoněmeckých žen považovalo západ za přitažlivější, region opustily a nikdy se nevrátily a zanechaly za sebou podtřídu špatně vzdělaných a nezaměstnaných mužů.
Tyto a další důsledky sjednocení vedly spoustu východních Němců k tomu, aby na sebe začali silněji pohlížet jako na „východní“ Němce než obecně na „Němce“. U mnoha bývalých občanů NDR to vyvolalo touhu po některých aspektech bývalého východního Německa, jako je plná zaměstnanost a další vnímané výhody východoněmeckého státu, nazývané „Ostalgie“ (spojení slov Ost „východ“ a Nostalgie). Jsou líčeny i ve filmu Wolfganga Beckera Good Bye, Lenin!

## Východoněmečtí politici

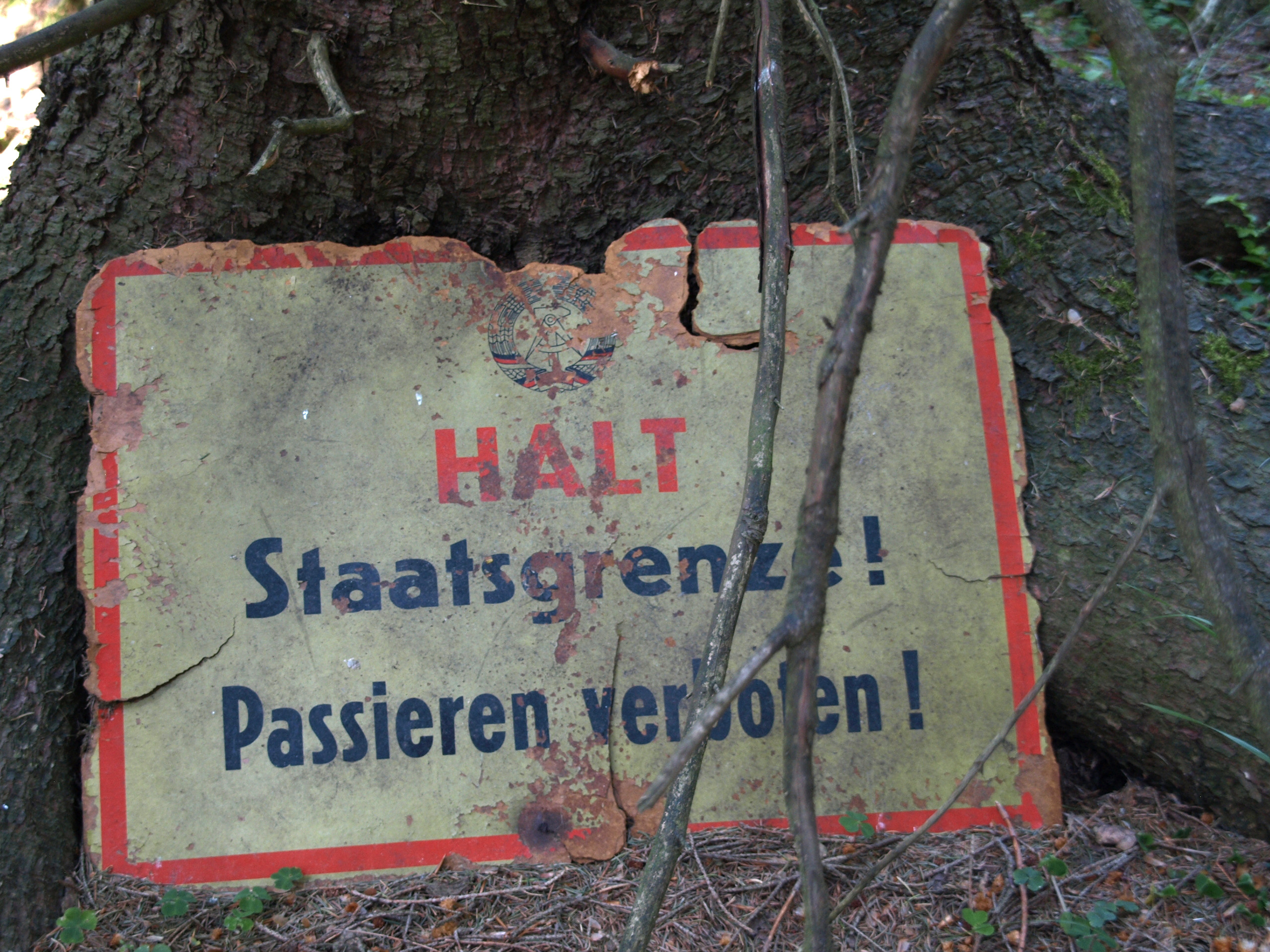
Cedule upozorňující na hranici mezi NDR a ČSSR.

### Seznam nejvyšších představitelů NDR (1949–1990)
| Č. | Jméno                      | Funkce                                                        | Nástup do úřadu  | Opuštění úřadu   | Strana |
| -- | -------------------------- | ------------------------------------------------------------- | ---------------- | ---------------- | ------ |
| 1. | Wilhelm Pieck              | státní prezident                                              | 11. října 1949   | 7. září 1960     | SED    |
| 2. | Walter Ulbricht            | předseda státní rady & generální tajemník komunistické strany | 12. září 1960    | 1. srpna 1973    | SED    |
| 3. | Willi Stoph                | předseda státní rady                                          | 3. října 1973    | 29. října 1976   | SED    |
| 4. | Erich Honecker             | předseda státní rady & generální tajemník komunistické strany | 29. října 1976   | 24. října 1989   | SED    |
| 5. | Egon Krenz                 | předseda státní rady & generální tajemník komunistické strany | 24. října 1989   | 6. prosince 1989 | SED    |
| 6. | Manfred Gerlach            | předseda státní rady                                          | 6. prosince 1989 | 5. dubna 1990    | CDU    |
| 7. | Sabine Bergmannová-Pohlová | prezidentka lidového shromáždění                              | 5. dubna 1990    | 2. října 1990    | CDU    |

### Galerie generálních tajemníků SED

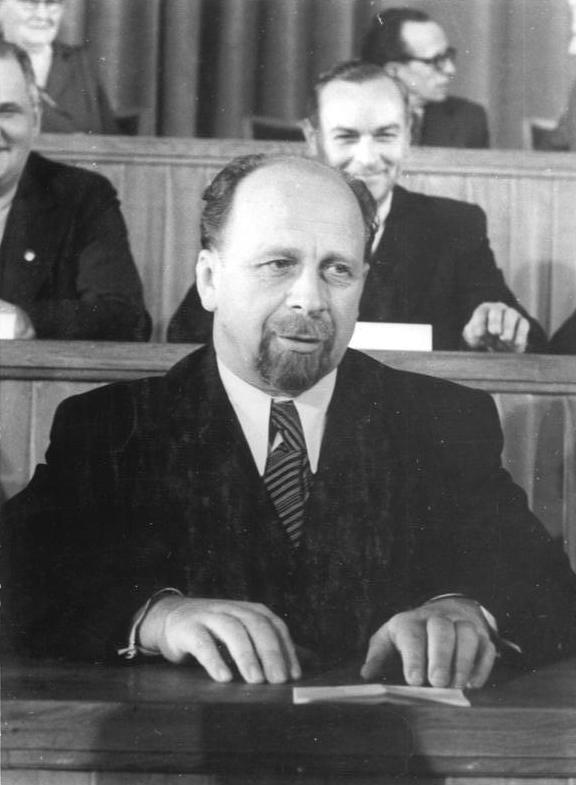
Walter Ulbricht (1950 – 1971)
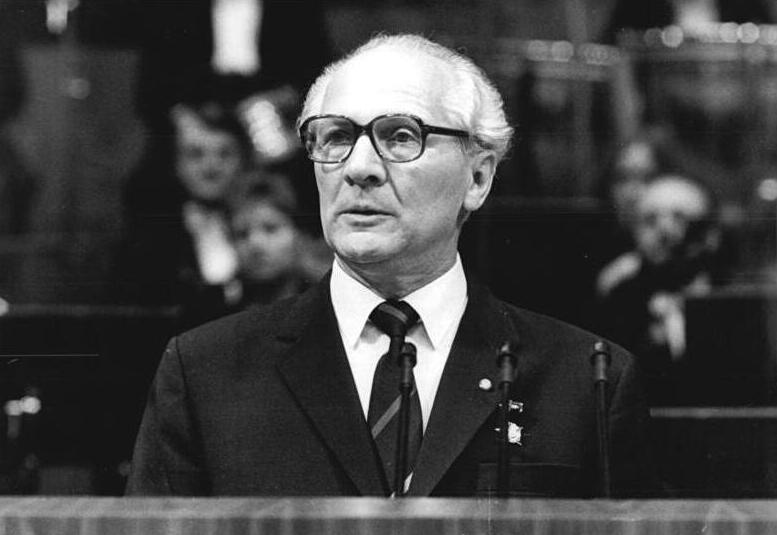
Erich Honecker (1971 – říjen 1989)
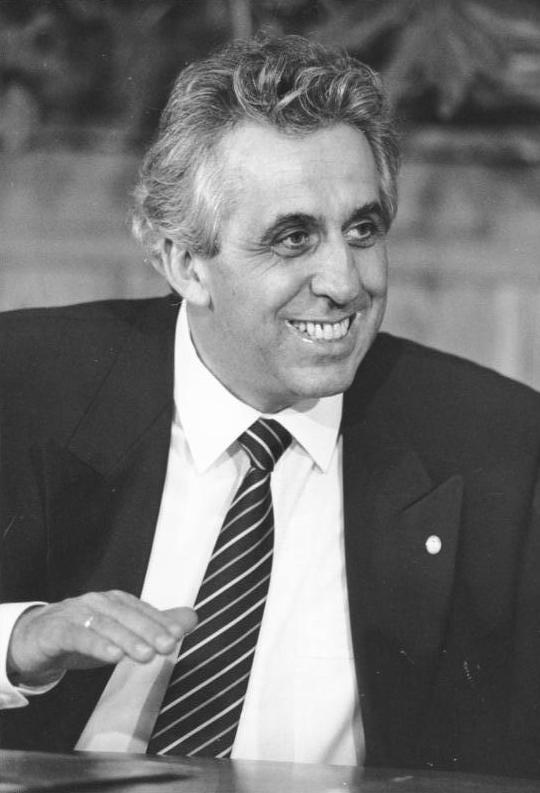
Egon Krenz (říjen - prosinec 1989)